# Vittoria Margherita di Prussia
Principessa Vittoria Margherita Elisabetta Maria Ulrica di Prussia (Potsdam, 17 aprile 1890 – Berlino, 9 settembre 1923) è stata una nobile prussiana, membro del casato di Hohenzollern.

## Biografia
Vittoria Margherita era la figlia maggiore del principe Federico Leopoldo di Prussia, e di sua moglie, la principessa Luisa Sofia di Schleswig-Holstein-Sonderburg-Augustenburg. I nonni paterni di Vittoria erano il principe Federico Carlo di Prussia e la principessa Maria Anna di Anhalt. I suoi nonni materni erano Federico VIII di Schleswig-Holstein-Sonderburg-Augustenburg e la Principessa Adelaide di Hohenlohe-Langenburg. Attraverso la madre, Vittoria era una nipote dell'imperatrice Augusta Vittoria, moglie di Guglielmo II, imperatore tedesco.

## Matrimonio
Vittoria Margherita si fidanzò con il principe Enrico XXXIII di Reuss-Köstritz, un membro di una delle più antiche case regnanti d'Europa. Prima della nascita della principessa Giuliana nel 1909, fu uno dei principali pretendenti per il trono dei Paesi Bassi, nel caso della mancanza di figli della regina Guglielmina.
I genitori di Vittoria Margherita, erano contrari a questo matrimonio, sperando in un partito migliore per la loro figlia. Tuttavia, l'imperatore Guglielmo II, approvò il matrimonio.
La coppia si sposò il 17 maggio 1913, e venne accompagnata all'altare da suo zio, l'imperatore Guglielmo II.
Ebbero due figli:
- Maria Luisa di Reuss-Köstritz (9 gennaio 1915-17 giugno 1985), sposò in prime nozze Erich Theisen, ebbero una figlia, e in seconde nozze Alexander Bodey, non ebbero figli;
- Enrico II di Reuss-Köstritz (24 novembre 1916-24 dicembre 1993).

La coppia divorziò nel 1922.

## Morte
Vittoria morì il 9 settembre 1923 in seguito a delle complicazioni dell'Influenza spagnola nella casa dei genitori a Potsdam. Fu sepolta al Castello di Glienicke. Suo marito si sposò di nuovo con la vedova americana Allene Tew Burcardo nel 1929.

## Ascendenza
|                                                                |                                                             |                                                                         | Genitori                                       |  |  | Nonni |  |  | Bisnonni            |  |  | Trisnonni                             |  |
|                                                                |                                                             |                                                                         |                                                |  |  |       |  |  | 8. Carlo di Prussia |  |  | 16. Federico Guglielmo III di Prussia |  |
|                                                                |                                                             |                                                                         |                                                |  |  |       |  |  | 8. Carlo di Prussia |  |  | 16. Federico Guglielmo III di Prussia |  |
|                                                                |                                                             | 17. Luisa di Meclemburgo-Strelitz                                       |                                                |  |  |       |  |  | 8. Carlo di Prussia |  |  |                                       |  |
| 4. Federico Carlo di Prussia                                   |                                                             |                                                                         |                                                |  |  |       |  |  | 8. Carlo di Prussia |  |  |                                       |  |
|                                                                |                                                             | 9. Maria di Sassonia-Weimar-Eisenach                                    | 18. Carlo Federico di Sassonia-Weimar-Eisenach |  |  |       |  |  |                     |  |  |                                       |  |
|                                                                |                                                             | 9. Maria di Sassonia-Weimar-Eisenach                                    | 18. Carlo Federico di Sassonia-Weimar-Eisenach |  |  |       |  |  |                     |  |  |                                       |  |
|                                                                |                                                             | 9. Maria di Sassonia-Weimar-Eisenach                                    | 19. Marija Pavlovna Romanova                   |  |  |       |  |  |                     |  |  |                                       |  |
| 2. Federico Leopoldo di Prussia                                |                                                             | 9. Maria di Sassonia-Weimar-Eisenach                                    |                                                |  |  |       |  |  |                     |  |  |                                       |  |
|                                                                |                                                             | 10. Leopoldo IV di Anhalt-Dessau                                        | 20. Federico di Anhalt-Dessau                  |  |  |       |  |  |                     |  |  |                                       |  |
|                                                                |                                                             | 10. Leopoldo IV di Anhalt-Dessau                                        | 20. Federico di Anhalt-Dessau                  |  |  |       |  |  |                     |  |  |                                       |  |
|                                                                |                                                             | 10. Leopoldo IV di Anhalt-Dessau                                        | 21. Amalia d'Assia-Homburg                     |  |  |       |  |  |                     |  |  |                                       |  |
| 5. Maria Anna di Anhalt                                        |                                                             | 10. Leopoldo IV di Anhalt-Dessau                                        |                                                |  |  |       |  |  |                     |  |  |                                       |  |
|                                                                |                                                             | 11. Federica di Prussia                                                 | 22. Luigi di Prussia                           |  |  |       |  |  |                     |  |  |                                       |  |
|                                                                |                                                             | 11. Federica di Prussia                                                 | 22. Luigi di Prussia                           |  |  |       |  |  |                     |  |  |                                       |  |
|                                                                |                                                             | 11. Federica di Prussia                                                 | 23. Federica di Meclemburgo-Strelitz           |  |  |       |  |  |                     |  |  |                                       |  |
| 1. Vittoria Margherita di Prussia                              |                                                             | 11. Federica di Prussia                                                 |                                                |  |  |       |  |  |                     |  |  |                                       |  |
|                                                                | 12. Cristiano di Schleswig-Holstein-Sonderburg-Augustenburg | 24. Federico Cristiano II di Schleswig-Holstein-Sonderburg-Augustenburg |                                                |  |  |       |  |  |                     |  |  |                                       |  |
|                                                                | 12. Cristiano di Schleswig-Holstein-Sonderburg-Augustenburg | 24. Federico Cristiano II di Schleswig-Holstein-Sonderburg-Augustenburg |                                                |  |  |       |  |  |                     |  |  |                                       |  |
|                                                                | 12. Cristiano di Schleswig-Holstein-Sonderburg-Augustenburg | 25. Luisa Augusta di Danimarca                                          |                                                |  |  |       |  |  |                     |  |  |                                       |  |
| 6. Federico VIII di Schleswig-Holstein-Sonderburg-Augustenburg | 12. Cristiano di Schleswig-Holstein-Sonderburg-Augustenburg |                                                                         |                                                |  |  |       |  |  |                     |  |  |                                       |  |
|                                                                |                                                             | 13. Luisa Sofia di Danneskiold-Samsøe                                   | 26. Christian Conrad di Danneskiold-Samsøe     |  |  |       |  |  |                     |  |  |                                       |  |
|                                                                |                                                             | 13. Luisa Sofia di Danneskiold-Samsøe                                   | 26. Christian Conrad di Danneskiold-Samsøe     |  |  |       |  |  |                     |  |  |                                       |  |
|                                                                |                                                             | 13. Luisa Sofia di Danneskiold-Samsøe                                   | 27. Johanne Henriette Valentine                |  |  |       |  |  |                     |  |  |                                       |  |
| 3. Luisa Sofia di Schleswig-Holstein-Sonderburg-Augustenburg   |                                                             | 13. Luisa Sofia di Danneskiold-Samsøe                                   |                                                |  |  |       |  |  |                     |  |  |                                       |  |
|                                                                |                                                             | 14. Ernesto I di Hohenlohe-Langenburg                                   | 28. Carlo Ludovico I di Hohenlohe-Langenburg   |  |  |       |  |  |                     |  |  |                                       |  |
|                                                                |                                                             | 14. Ernesto I di Hohenlohe-Langenburg                                   | 28. Carlo Ludovico I di Hohenlohe-Langenburg   |  |  |       |  |  |                     |  |  |                                       |  |
|                                                                |                                                             | 14. Ernesto I di Hohenlohe-Langenburg                                   | 29. Amalia Enrichetta di Solms-Baruth          |  |  |       |  |  |                     |  |  |                                       |  |
| 7. Adelaide di Hohenlohe-Langenburg                            |                                                             | 14. Ernesto I di Hohenlohe-Langenburg                                   |                                                |  |  |       |  |  |                     |  |  |                                       |  |
|                                                                |                                                             | 15. Feodora di Leiningen                                                | 30. Emilio Carlo di Leiningen                  |  |  |       |  |  |                     |  |  |                                       |  |
|                                                                |                                                             | 15. Feodora di Leiningen                                                | 30. Emilio Carlo di Leiningen                  |  |  |       |  |  |                     |  |  |                                       |  |
|                                                                |                                                             | 15. Feodora di Leiningen                                                | 31. Vittoria di Sassonia-Coburgo-Saalfeld      |  |  |       |  |  |                     |  |  |                                       |  |
|                                                                |                                                             | 15. Feodora di Leiningen                                                |                                                |  |  |       |  |  |                     |  |  |                                       |  |